# Uroplata reimoseri
Uroplata reimoseri es una especie de insecto coleóptero de la familia Chrysomelidae. Fue descrita en 1937 por Spaeth.